# Nicolae Beldiceanu
Nicolae Beldiceanu (n. 26 octombrie 1844, Preutești, Suceava, România – d. 2 februarie 1896, Iași, România) a fost un poet, prozator și arheolog român.

## Biografie
Nicolae Beldiceanu a urmat cursurile Academiei Mihăilene din Iași. Ca poet, a debutat în ziarul lui Hasdeu, „Lumina”. A colaborat la revista „Convorbiri literare”, unde a publicat poezii de factură romantică și pesimistă, apoi la „Contemporanul”, sub influența căruia a scris cele mai bune poezii ale sale (Vechituri, Lăutarul, Amurgul veacului, Dezmoșteniții). A mai publicat și lucrări arheologice, printre care Antichitățile de la Cucuteni (1885). A fost căsătorit cu Victoria, verișoara pictorului Octav Băncilă. Fiul său, Nicolae N. Beldiceanu (1881-1923), a fost un reputat prozator și publicist.
Ca arheolog, a fost pasionat și profund impresionat de antichitățile preistorice, în special cele prezente în Moldova, făcând numeroase cercetări în așezarea de la Cucuteni, unde va aduce o serie de contribuții semnificative.

## Opera
- Tala. Nuvelă contimporană, Iași, 1882
- Elemente de istoria românilor, I-III, Iași, 1893-1894
- Poezii, Iași, 1893
- Doine, Iași, 1893
- Poezii, București, 1914
- Antichitățile de la Cucuteni, în Revista pentru istorie, arheologie și filologie, 1885.